# Perczel Miklós (fényképész)
Bonyhádi Perczel Miklós (Budapest, 1882. december 6.–Debrecen, 1969. május 29.) debreceni fényképész, filmoperatőr.

## Élete
A tekintélyes római katolikus nemesi származású bonyhádi Perczel családban született. Apja bonyhádi Perczel Dénes (1853–1933), tábornok, Ferenc József-rend lovagja, anyja remmingsheimi Hipp Flóra (1864–1953). Az apai nagyszülei bonyhádi dr. Perczel Béla (1819-1888), Magyarország igazságügy-minisztere, a Kúria elnöke, szabadelvű párti politikus, jogász, valamint boronkai és nezettei Boronkay Elvira (1827–1894) voltak. Az anyai nagyszülei remmingsheimi Hipp Miklós (1823–1892), ügyvéd, és nemes Radány Mária (1838–1924) voltak. Húga bonyhádi Perczel Etelka (1885–1950), akinek a férje dr. bonyhádi Perczel Béla (1884–1945), Tolna vármegye főispánja, bonyhádi kerület országgyűlési képviselője, jogász. Öccsei Perczel Dénes (1888–1975), huszárezredes, valamint Perczel Aladár (1890–1976), huszáralezredes.
Perczel Miklós Pallagon tanult, majd tisztviselő lett és bekapcsolódott a debreceni amatőrfényképész mozgalomba. Képei 1909-ben már kiállításon szerepeltek. Érdekelte a filmezés, a háború ideje alatt ösztöndíjjal külföldi gyárakban tanult (gyerekkorában szerzett süketsége miatt nem lehetett katona). A Debreceni Első Takarékpénztár ösztöndíjával tanult 1918-ban fotó- és filmtechnikát. 1919-1920 körül operatőrként dolgozott. Az 1920-as évek közepétől visszatér a fényképezéshez, előbb amatőrként otthonában, majd 1929-ben, képzett fényképész feleségével, elegáns portréműtermet nyit a Szent Anna utca 12 alatt, 1935-ben fiókműtermet a debreceni Kálvin tér 3 alatt. Közben részt vesz a debreceni Fotóklub megalapításban, amelynek a háborúig aktív tagja, alelnöke, sok kiállítási érem nyertese. Műterme 1944-ben bombatalálatot kapott, mindenét elvesztette, a front elvonultával nem nyithatott újra, ezért hivatalnoki munkát vállalt a városházán, majd miután 1946-ban, származása miatt elbocsátották, igazolványképek készítéséből próbált megélni. Felesége dolgozhatott az 1951-ben megalakult Fényképész Szövetkezetben, Perczel azonban ott sem.

## Házassága és leszármazottjai
1928. március 3-án Debrecenben, feleségül vette az ágostai hitvallású kispolgári származású Barna Margit (Debrecen, 1904. május 31.–Debrecen, 1965. április 2.) kisasszonyt, akinek a szülei Barna Kornél Károly (1878–1943), MÁV asztalos, és Kenyeres Eszter voltak. Perczel Miklós és Barna Margit frigyéből született:
- Perczel Dénes (Debrecen, 1929. február 18. – Budapest, 2013. november 17.) budapesti építész, festő és grafikus, a Középülettervező Vállalat (KÖZTI) alkalmazottja, több magyarországi templom és templombelső tervezője.